# Погребки (Курская область)
Погребки — село в Суджанском районе Курской области России. Административный центр Погребского сельсовета.

## География
Село находится на юго-западе Курской области, в пределах Обоянской гряды, в юго-западной части Среднерусской возвышенности, в лесостепной зоне, на правом берегу реки Малая Локня, на расстоянии примерно 20 километров (по прямой) к северо-западу от города Суджи, административного центра района. Абсолютная высота — 167 метров над уровнем моря.
Улицы
В селе улицы: Графовка, Еленка, Жаболовка, Кирпичики, Молодёжная, Новосёловка, Село.
Климат
Климат характеризуется как умеренно континентальный, с тёплым летом и умеренно холодной зимой. Среднегодовая температура — 5,9 °C. Средняя температура воздуха самого тёплого месяца (июля) — 19,6 °C (абсолютный максимум — 39 °C); самого холодного (января) — −7,9 °C (абсолютный минимум — −37 °C). Безморозный период длится в течение 155 дней. Среднегодовое количество атмосферных осадков составляет 639 мм.
Часовой пояс
Село Погребки, как и вся Курская область, находится в часовой зоне МСК (московское время). Смещение применяемого времени относительно UTC составляет +3:00.

## История
13 августа 2024 года в ходе российского вторжения в Украину село было оккупировано Украиной.
7 ноября российская 810-я бригада неудачно попыталась прорвать украинскую оборону в районе Погребков. Согласно информации российских телеграм-каналов, 30 военнослужащих бригады погибли, 20 были ранены.
25 февраля 2025 года село было освобождено.

## Население
| 2002 | 2010 |
| ---- | ---- |
| 372  | ↘266 |

Половой состав
По данным Всероссийской переписи населения 2010 года в половой структуре населения мужчины составляли 43,6 %, женщины — соответственно 56,4 %.
Национальный состав
Согласно результатам переписи 2002 года, в национальной структуре населения русские составляли 89 %.

## Инфраструктура
Личное подсобное хозяйство. В селе 140 домов.

## Транспорт
Погребки находится в 2 км от автодороги регионального значения 38К-024 (Льгов — Суджа), на автодороге межмуниципального значения 38Н-453 (38К-024 — Погребки), в 4 км от автодороги 38Н-445 (38К-024 — Дьяковка), в 4,5 км от автодороги 38Н-446 (38К-024 — Ивница), в 4,5 км от ближайшей ж/д станции Локинская (линия Льгов I — Подкосылев). Остановка общественного транспорта.
В 127 км от аэропорта имени В. Г. Шухова (недалеко от Белгорода).